# Армянская рапсодия (фильм)
«Армянская рапсодия» (порт. Rapsódia Armênia) — бразильский документальный фильм Гарри и Сезара Кананян.

## О фильме
Фильм повествуют о судьбе армян, живущих в разных уголках мира. Кинокартина показывает короткие истории армян, которые сопровождаются  музыкальными фрагментами. По словам режиссёра фильма Сезара Кананяна Армянские образы и музыка являются главными героями фильма. Помимо этого он отметил, что в его работе представлены разные периоды армянской истории, среди которой, тема Геноцида армян 1915 года  и Спитакского землетрясения 1988 года. При создании фильма был использован опыт  кинодокументалиста Артавазда Пелешяна

## Награды
- 2012 — Гран-при за лучший документальный фильм на Ереванском международном кинофестивале  «Золотой абрикос 2012»
- 2012 — Приз Британского совета на Ереванском международном кинофестивале  «Золотой абрикос 2012»
- 2012 — Гран-при за лучший документальный фильм на международном кинофестивале  в Торонто «Гранат 2012»